# ويسيان
ويسيان (بالفارسية: ویسیان) هي مدينة تقع في إيران في ناحية ويسيان (مقاطعة دورة). يقدر عدد سكانها بـ 1,817 نسمة .